# Stoszowice (gmina)

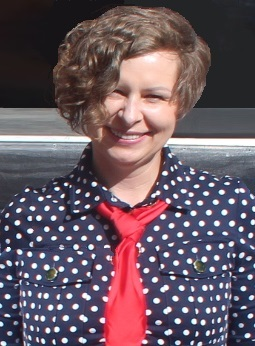
Katarzyna Ruszkowska, 1.05.2024

Stoszowice – gmina wiejska w województwie dolnośląskim, w powiecie ząbkowickim. W latach 1975–1998 gmina położona była w województwie wałbrzyskim.
Siedziba gminy to Stoszowice.
Według danych z 30 czerwca 2004 gminę zamieszkiwało 5613 osób. Natomiast według danych z 31 grudnia 2019 roku gminę zamieszkiwało 5381 osób.
Według danych z 30 czerwca 2020 roku gminę zamieszkiwało 5365 osób.

## Struktura powierzchni
Według danych z roku 2002 gmina Stoszowice ma obszar 109,82 km², w tym:
- użytki rolne: 62%
- użytki leśne: 32%

Gmina stanowi 13,7% powierzchni powiatu.

## Demografia

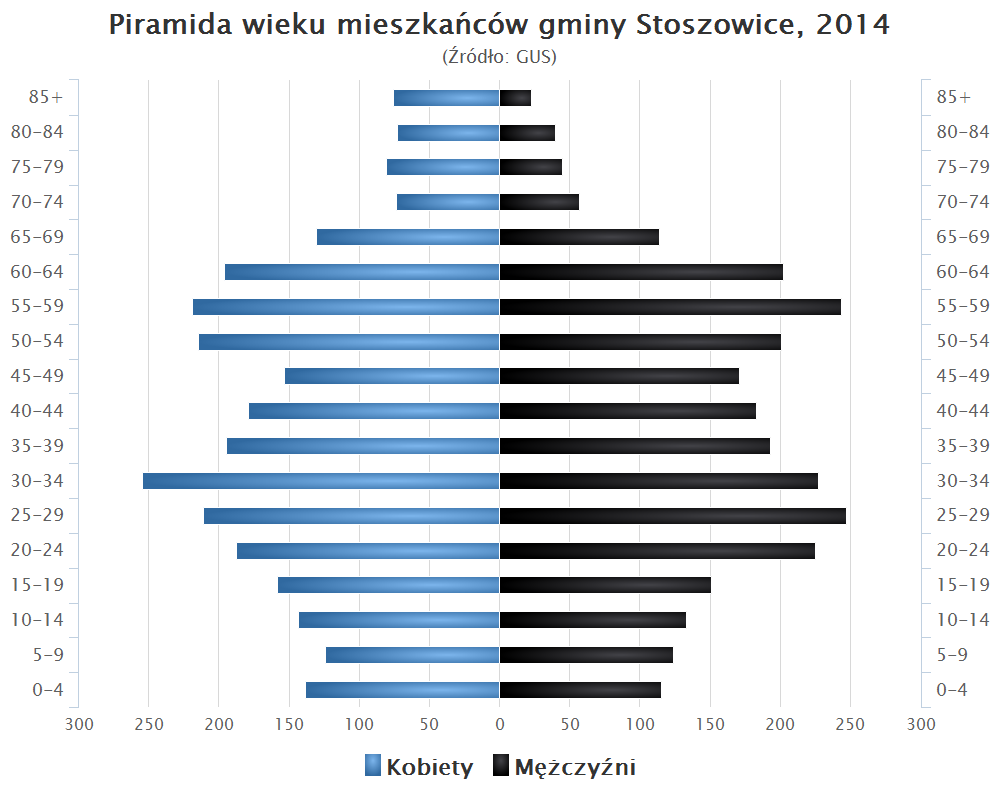
Piramida wieku mieszkańców gminy Stoszowice w 2014 roku

Dane z 31 grudnia 2017 roku:
| Opis                              | Ogółem | Ogółem | Kobiety | Kobiety | Mężczyźni | Mężczyźni |
| --------------------------------- | ------ | ------ | ------- | ------- | --------- | --------- |
| jednostka                         | osób   | %      | osób    | %       | osób      | %         |
| populacja                         | 5 473  | 100    | 2802    | 51,2    | 2671      | 48,8      |
| gęstość zaludnienia (mieszk./km²) | 49     | 49     | 25      | 25      | 24        | 24        |

## Wsie sołeckie
Budzów, Grodziszcze, Jemna, Lutomierz, Mikołajów, Przedborowa, Różana, Rudnica, Srebrna Góra, Stoszowice, Żdanów.

## Kolonie wsi
Budzów-Kolonia, Grodziszcze-Kolonia, Lutomierz-Kolonia, Stoszowice-Kolonia.

## Sąsiednie gminy
Bardo, Dzierżoniów, Kłodzko, Nowa Ruda, Piława Górna, Ząbkowice Śląskie